# Zbigniew Przerembski
Zbigniew Jerzy Przerembski (ur. 3 lutego 1952 w Szczecinie) – polski etnomuzykolog, dr hab. nauk humanistycznych, profesor nadzwyczajny Instytutu Muzykologii Wydziału Nauk Historycznych i Pedagogicznych Uniwersytetu Wrocławskiego i Instytutu Sztuki Polskiej Akademii Nauk.

## Życiorys
W 1979 ukończył studia historyczne na Uniwersytecie Warszawskim, 27 czerwca 1991 obronił pracę doktorską Style i formy melodyczne polskich pieśni ludowych (promotor: Ludwik Bielawski). 19 czerwca 2008 habilitował się na podstawie pracy zatytułowanej Dudy. Dzieje instrumentu w kulturze staropolskiej. 16 czerwca 2015 nadano mu tytuł profesora w zakresie nauk humanistycznych.
Został zatrudniony na stanowisku profesora nadzwyczajnego w Instytucie Sztuki Polskiej Akademii Nauk oraz w Instytucie Muzykologii na Wydziale Nauk Historycznych i Pedagogicznych Uniwersytetu Wrocławskiego.